# Broken Heart (альбом)
| Оценки критиков | Оценки критиков |
| Источник        | Оценка          |
| --------------- | --------------- |
| Allmusic        | [ 2 ]           |

Broken Heart (с англ. — «Разбитое сердце») — второй студийный альбом хард-рок-группы The Babys, выпущенный 3 сентября 1977 года лейблом Chrysalis Records.

## Об альбоме
Позже альбом был переиздан как двойной LP с одноимённым дебютным альбомом группы.
Сингл с альбома, «Isn’t It Time», стал первым большим хитом The Babys, который достиг 13-го места в Billboard Hot 100 и 9-го места в австралийском чарте в 1977 году.
Продюсер Рон Невисон на этом альбоме помог создать более чистый звук, и в итоге альбом варьируется от безумных гитарных и барабанных соло до тихих баллад, таких как «Silver Dreams».
Вокалу Уэйта уделялось больше внимания, чем на предыдущем альбоме, где он звучал впечатляюще, но отстраненно.
Продажи альбома Broken Heart составили более 400 000 экземпляров.

## Треклист
Авторы песен вне группы были включены с песнями Джека Конрада и Рэя Кеннеди , Майка Джеппа и Чеса Сэндфорда.
1. «Wrong or Right» (Джон Вейт) — 3:26
2. «Give Me Your Love» (The Babys, кроме Корби) — 3:37
3. «Isn’t It Time?» (Джек Конрад, Рэй Кеннеди) — 4:03
4. «And If You Could See Me Fly» — 2:50
5. «The Golden Mile» (John Waite, Tony Brock) — 5:01

1. «Broken Heart» (John Waite) — 3:02
2. «I’m Falling» (John Waite, Michael Corby) — 3:55
3. «Rescue Me» — 3:50
4. «Silver Dreams» (Tony Brock, John Waite) — 3:00
5. «A Piece of the Action» (Майк Джапп, Чес Сэнфорд) — 4:35

## Участники записи
The Babys
- Джон Уэйт — бас-гитара, вокал
- Уолли Стокер — соло-гитара
- Майкл Корби — клавишные, ритм-гитара
- Тони Брок — ударные, бэк-вокал

Приглашённые музыканты
- The Babettes — женский бэк-вокал

Технический персонал
- Чарльз Уильям Буш — фотография
- Рон Невисон — продюсер, инженер, сведение в Abbey Road, Лондон